# Assa-peixe
O assa-peixe (Vernonia polysphaera) é uma planta do género Vernonia, nativa do Brasil.
O mel das abelhas criadas junto a plantações de assa-peixe é delicioso, com sabor leve como o de Morrão de Candeia. Rica em sais minerais, diurética, a erva também tem ação balsâmica e expectorante. A folha do assa-peixe ajuda a combater as afecções da pele, bronquite, cálculos renais, dores musculares, gripes, pneumonia, retenção de líquidos e até tosse.